# Gli alberi hanno il tuo nome
Gli alberi hanno il tuo nome è il terzo romanzo di Alessandro Mari, edito da Feltrinelli nel 2013. 
In quest'opera l'autore si cimenta per la prima volta con la narrazione di fatti contemporanei, dopo aver esordito con il romanzo a sfondo risorgimentale Troppo umana speranza.

## Incipit
Aveva nella polpa un sorriso. Chissà da quale ramo caduta e per quali mani passata, usata e già abbandonata nel lavandino del bagno, nondimeno pareva contenta di essersi presa un gran morso; anzi, ancora tonda di fianchi, peduncolo in testa e barbetta disotto, di traverso alla buccia si mostrava orgogliosa del segno che i denti le avevano impresso fin quasi al torsolo.

## Trama
Nel romanzo si alternano due linee narrative, che procedono parallele senza mai incontrarsi direttamente, legate tra loro solo a livello tematico.
- La prima linea, ambientata nel '200, è incentrata sulla figura di Francesco d'Assisi, mettendone in evidenza la vicenda terrena, la dimensione spirituale, l'avventuroso percorso che tra scandalo e mistero porta Francesco alla progressiva spoliazione dai beni terreni.
- La seconda, ambientata in epoca contemporanea, ha per protagonista una giovane psicologa impiegata in un centro anziani, Rachele, e vede al centro della narrazione il percorso che affronta a seguito della delusione che le provoca Ilario, il suo compagno, un idealista impiegato nel no-profit che, fortuitamente, si ritrova a guadagnarci. Rachele avvia così un percorso di sottrazione progressiva da affetti, lavoro e Ilario stesso.

## Edizioni
- Gli alberi hanno il tuo nome, Milano, Feltrinelli, I Narratori, 2013, ISBN 9788807030574
- Gli alberi hanno il tuo nome, Milano, Feltrinelli, Universale Economica, 2015, ISBN 9788807886256